# Cnidium divaricatum
Cnidium divaricatum är en växtart i släktet Cnidium och familjen flockblommiga växter. Arten förekommer från södra Sibirien till nordöstra Kina. Den beskrevs av Carl Friedrich von Ledebour.